# Liste der Monuments historiques in Landiras
Die Liste der Monuments historiques in Landiras führt die Monuments historiques in der französischen Gemeinde Landiras auf.

## Liste der Bauwerke
| Bezeichnung      | Beschreibung              | Standort | Kennzeichnung | Schutzstatus | Datum | Bild |
| ---------------- | ------------------------- | -------- | ------------- | ------------ | ----- | ---- |
| Kirche St-Martin | Erbaut im 12. Jahrhundert | (Lage)   | PA00083584    | Classé       | 1907  |      |

## Liste der Objekte
| Bezeichnung                                  | Beschreibung                          | Standort                       | Kennzeichnung | Schutzstatus | Datum | Bild |
| -------------------------------------------- | ------------------------------------- | ------------------------------ | ------------- | ------------ | ----- | ---- |
| Zwei Reliquiare                              | Bronze, 1927                          | in der Kirche St-Martin (Lage) | PM33001863    | Inscrit      | 2000  |      |
| Drei Chorstühle                              | Holz, Mitte des 18. Jahrhunderts      | in der Kirche St-Martin (Lage) | PM33001862    | Inscrit      | 2000  |      |
| Skulptur Madonna mit Kind                    | Holz, vergoldet, 19. Jahrhundert      | in der Kirche St-Martin (Lage) | PM33001404    | Inscrit      | 1980  |      |
| Osterleuchter                                | Gusseisen, vergoldet, 19. Jahrhundert | in der Kirche St-Martin (Lage) | PM33001228    | Inscrit      | 1974  |      |
| Ölgemälde Der heilige Blasius heilt ein Kind | 19. Jahrhundert                       | in der Kirche St-Martin (Lage) | PM33001861    | Inscrit      | 2000  |      |
| Glocke                                       | Bronze, 1654 gegossen                 | in der Kirche St-Martin (Lage) | PM33001944    | Inscrit      | 2002  |      |
| Lesepult                                     | Gusseisen, 19. Jahrhundert            | in der Kirche St-Martin (Lage) | PM33001227    | Inscrit      | 1974  |      |